# Sali Bolivud
Sali Bolivud (engl. Sally Bollywood: Super Detective; Sali Bolivud: Super detektiv) je francusko-australijska animirana serija, koja se stastoji od 104 epizode. Serija ukupno ima dve sezone i 52 epizode koje traju oko 25 minuta i sastoje se iz dva dela. Serija je stvorena tokom 2009. godine. Ova je prevedena i prodata mnogim zemljama širom sveta.

## Radnja
U ovoj crtanoj seriji je glavni lik Sali Bolivud (Sally Bollywood), koja sa svojim prijateljom Duvijem Mekadamom (Dowwee McAdam) radi u privatnoj detektivskoj agenciji. Žive u gradu Kosmopolis. Njihova detektivska agencija S.B.I. (engl. Sally Bollywood Investigations - Istraživanje Sali Bolivud) rešava razne slučajeve. Njen Otac Hari joj pomaže oko nekih slučajeva.

## Emitovanje i sinhronizacija
Sinhronizacija na srpskom jeziku emitovana je premijerno 2013. na kanalu Ultra u Srbiji, Crnoj Gori, Bosni i Hercegovini i BJR Makedoniji. Animirana serija je takođe emitovana i na kanalima Pink Kids i Pink Super Kids. Sinhronizaciju je radio studio Laudvorks.

### Uloge
| Ime lika     | Glumac (srpska sinh.) |
| ------------ | --------------------- |
| Sali Bolivud | Aleksandra Širkić     |
| Duvi         | Miodrag Radonjić      |
| Bob          | Marko Marković        |
| Marčelo      | Marko Marković        |
| Hari Bolivud | Milan Čučilović       |
| Najdžel      | Milan Tubić           |
| Aleks        | Milan Tubić           |
| Erna         | Jelena Stojiljković   |
| Gospođa Apu  | Dobrila Ilić          |
| Džesika      | Aleksandra Tomić      |

### Produkcija
- Snimatelj: Vladan Đokić
- Sinhronizacija: Beba Crnić
- Miks zvuka: Igor Borojević

## Emitovanje širom sveta
- — Seven Network
- — Qubo, Univision
- — Pop Girl
- — Dizni kanal
- — France 3, Canal J
- — ZigZap, teleTOON+
- — JOJO
- — Boing
- — RCN TV
- — Televisa
- — Dizni kanal
- — Telefe
- — BBC Alba

## Spoljašnje veze
- [https://web.archive.org/web/20110205220816/http://www.mon-ludo.fr/sally-bollywood/
- Sali Bolivud на веб-сајту  (језик: енглески)